# انتفاضة 1931 في العراق
انتفاضة 1931 أو ثورة الشعب الصامتة هو إضراب حدث في بغداد وبابل والنجف وكربلاء وواسط وميسان وذي قار والسماوة والرمادي وبعقوبة يوم 5 يوليو 1931 بسبب قانون رسوم البلديات رقم 82 لعام 1931. وقعت اشتباكات بين بعض المتظاهرين وقوات الأمن في بغداد والبصرة وذي قار وقد حَمّل مجلس النواب ووزير الداخلية مزاحم الباجه جي مسؤولية الإضراب ووقوع الاشتباكات مما أجبره على الاستقالة يوم 13/10/1931.

## خلفية
عند دخول البريطانيين إلى العراق يوم 11 مارس 1920 وضعوا بياناً بالرسوم الواجب استيفاؤها من الشعب إلا أن الوزارات المتعاقبة من نهاية عام 1920 حتى بداية عام 1930 لم تطبقه على الشعب لأسباب اقتصادية، وعندما شكلت وزارة نوري السعيد الأولى شرعت قانون البلديات 82 لعام 1930 يوم 10 مايو 1930 وتوجت بالإرادة الملكية يوم 2 حزيران فقوبل بسخط شعبي من ذوي المهن والحرف والأحزاب السياسية المعارضة فدعوا إلى إضراب عام يوم 5 يوليو.

## في بغداد
في صباح 5 تموز أعلن السكان إضرابهم، فلا دور سينما ولا مطاعم ولا مقاهي ولا أسواق واعتمد الناس على ما ادخروه من مؤن.
- 6 تموز: أعلنت الحكومة أنها لن تتدخل في حرية المواطنين إلا أنها ستعاقب بالقانون أصحاب الصيدليات وأصحاب سيارات الشحن لإضرابهم عن العمل بحجة أنهم يضرون بالمصلحة العامة وأوعزوا إلى أمانة بغداد بفتح محلات بيع الفواكه واللحم وغيرها لبيعها للسكان بسعر رخيص.[5]
- 13 تموز: وبعد أن تطور الإضراب ووقوع صدامات بين القوات الأمنية والمتظاهرين في يومي 11 و 12 تموز أمرت بنشر الجيش في العاصمة بغداد.

14 تموز: أصدرت الوزارة التي كانت برئاسة وزير الداخلية مزاحم الباججي وكالة مرسوم برقم (89) خولت فيه متصرفي الألوية وقائم مقامي الأقضية ومديري النواحي بتفريق أي تجمع يخشى منه والتجار لم يتحملوا الخسارة جراء الاضراب فتوسطت غرفة التجارة برئاسة جعفر أبو التمن بين الحكومة ورؤساء الجمعيات العمالية والحرفية لإنهاء الإضراب واشترطت الجمعيات خمسة مطالب لإنهاء الإضراب وهي:
- إلغاء رسوم البلديات المستحدثة وتخفيف القديم منها.
- النظر في قانون ضريبة الدخل لعام 1927.
- تعويض خسائر العمال نتيجة الاضراب والنظر في قضية العمال العاطلين.
- اطلاق سراح الموقوفين بسبب الإضراب.
- الاحتجاج على قساوة الشرطة ومنع الاجتماعات في الأماكن الدينية ومقرات الأحزاب.[7]

## في ذي قار
و قعت صدامات في مدينة الناصرية بين المتظاهرين والشرطة أدت إلى إصابة معاون مدير الشرطة واثنين أخرين، وفي سوق الشيوخ خرجت مظاهرة مسلحة مما أدى إلى استدعاء قوات كبيرة فلم تفلح وبقيت ذي قار في حالة فوضى طيلة 15 عشر يوماً.

## بقية المحافظات
بعد أحداث ذي قار خرجت مظاهرات مسلحة في الديوانية وعفك والسماوة فاستعانت الحكومة بأعداد كبيرة من الجيش العراقي فلم تنفع وبقيت هذه المحافظات في حالة فوضى طيلة 15 يوماً.
أما بالنسبة للمحافظات الشمالية فلم تشترك في الإضراب فقط مذكرة رفعها سكان أربيل يشكون فيها الحالة الاقتصادية التي يعاني منها أصحاب الحرف.

## في البصرة
- 15 تموز: بدأ الإضراب يوم 15 تموز وخرجت مظاهرات مسلحة في أماكن متفرقة في البصرة وقد وقعت صدامات مسلحة بين الشرطة والمتظاهرين مما أدى إلى وقوع العديد من القتلى والجرحى. وقد ألتقى فريق من المتظاهرين بسيارة متصرف لواء البصرة «اللواء فخري الملي» وقاموا بتكسير زجاج سيارته مما أضطره لالتجاء إلى إحدى الدور وأرادت الشرطة تفريق المتظاهرين فلم يستطيعوا مما أضطرهم إلى الاستعانة بفوج من الجيش العراقي.
- 16 تموز: قام الجيش العراقي بقطع الطريق بين مدينة البصرة ومنطقة العشار منعاً لتجمع المتظاهرين وأصدر متصرف البصرة «محمود فخري» بياناً حذر فيه من خروج مظاهرات وقد خرجت مظاهرات مسلحة ووقعت صدامات خلفت العديد من قتلى وجرحى.[10]
- 17 تموز: أستمرت الاضطرابات في البصرة فأرسلت الحكومة طائرات محملة بجنود من الجيش والشرطة واعتقلت الشرطة: سليمان فيضي، كاظم شويش، إبراهيم الباجري، حبيب الملاك، طه الفياض. واعتقلوا العديد من المتظاهرين بتهمة التعدي على الأبنية الحكومية.[11]
- 18 تموز: أستمرت الاضطرابات في البصرة فأرسلت الحكومة طائرات محملة بجنود من الجيش والشرطة واعتقلت الشرطة: سليمان فيضي، كاظم شويش، إبراهيم الباجري، حبيب الملاك، طه الفياض. واعتقلوا العديد من المتظاهرين بتهمة التعدي على الأبنية الحكومية.[12]

## نتائج
- إلغاء رسوم البلديات عن 36 صنفاً من أصحاب الحرف والمهن.
- قدم رئيس مجلس النواب جميل المدفعي: طلباً إلى رئيس مجلس الوزراء نوري السعيد لإقالة مزاحم الباجه جي وزير الداخلية الذي كان رئيس وزراء وكالة عند حدوث الإضراب وكذلك طلب خروجه من حزب التقدم الذي كان رئيسه نوري السعيد.[13]
- حمل العديد من النواب وزير الداخلية مزاحم الباجه جي مسؤولية الاضطرابات والمواجهات التي حصلت بين القوات الأمنية والمتظاهرين وسقوط العديد من القتلى والجرحى.[14]
- بعد أن رأى مزاحم الباجه جي أن الرأي العام والبلاط الملكي ضد أدارته السياسية وعمله قدم استقالته وسيق للتحقيق.[15]
- بعد استقالة مزاحم الباجه جي قدم رئيس الوزراء نوري السعيد استقالته.[16]

## ردود الأفعال
- رئيس مجلس النواب جميل المدفعي: إن السبب في توسع الإضراب هو سوء تصرف وزير الداخلية السابق في ذلك الحين، ولولا تلك التصرفات لما وصل الإضراب إلى حالته الخطرة، إن وزير الداخلية السابق كان يريد أن يظهر بمظهر الدكتاتور الذي كان يحلم به في السابق، كلكم تعلمون ذلك على ما أظن، والدليل على أن مسبب توسع الإضراب هو سوء تصرفات وزير الداخلية السابق، أتى نوري السعيد وبدون استعمال القوة تمكن من أنهاء الاضراب.[14]
- النائب عبد الرزاق الأزري: إن التهكم والتحدي الذي استعمله وزير الداخلية إزاء أرباب المهن، والصنائع، والحرف، لا يمكن لشخص أن يتحمله ولا لصاحب عزة نفس أن يصبر عليه، إن الشرطة استعملت القسوة والضرب على الأهلين بشدة مع أنه لم نجد واحدا من الأهلين تحرك ضد النظام والأمن.[17]
- النائب سعد صالح: إذا حققنا عن توسع الاضراب نجد السبب بسيطاً جدا، هو معاملة وزير الداخلية السابق الخشنة، والشتائم التي أصابت بعض ممثلي الهيئات الرسمية. فإذا أردنا أن نجري الإنصاف فيجب أن نحاسب الوزير المسؤول، وإلا إذا تركها الأمور تمشي على شأنها، وكل وزير يسبب الأضرار في الأمة ثم نتغافل عنه فذلك هو البلاء العظيم.[14]
- النائب نجيب الراوي: كان الإضراب سينتهي لو تدبرت الحكومة للأمر وعاملت الأهالي معاملة لطيفة طيبة، ولكن المقابلات التي قوبل بها أصحاب المهن كانت عبارة عن تهديدهم بكسر الرؤوس. نعم إهانتهم كانت سببا قويا يثبت للشعب بأن نية الحكومة غير صالحة.[18]

## وثائقيات ومؤلفات
- ذاكرة الأجيال | انتفاضة تموز 1931 | تقديم: الأستاذ الدكتور محمد مظفر الأدهمي.[19]
- كتاب الثورة الصامتة لشهاب احمد الحميد.[20]